# Carolina Michaëlis de Vasconcellos
Carolina Michaëlis de Vasconcellos, all'anagrafe Karoline Michaelis (Berlino, 15 marzo 1851 – Porto, 16 novembre 1925) è stata una filologa, critica letteraria, lessicografa, germanista e ispanista prussiana naturalizzata portoghese.

## Biografia
Ultima dei cinque figli del matematico e fisico Gustav Michaelis e della moglie Henriette Louise Lobeck, Karoline Michaelis nacque a Berlino nel 1851. Effettuò i primi studi alla Luisenschule e, appena sedicenne, pubblicò il suo primo articolo, "Archiv für das Studium der neueren Sprachen und Literaturen". Sin da giovane dimostrò una predisposizione per le lingue, ma a causa del suo sesso non poté frequentare l'università. Continuò quindi con lo studio delle letterature classiche e romanze, sia come autodidatta che con l'aiuto di Carl Goldbeck. Grazie ai genitori, riuscì ad entrare in contatto con filologi e linguisti di rilievo, che la introdussero allo studio del sanscrito, delle lingue slave e quelle semitiche. All'età di vent'anni cominciò a insegnare il greco antico e il latino a Helene Lange e, poco dopo, fu assunta dal Ministero prussiano degli Affari Esteri in qualità di traduttrice.
In questo periodo cominciò a pubblicare articoli accademici sulla letteratura italiana e spagnola presso la casa editrice lipsiana "F. A. Brockhaus AG". Curò quindi una nuova edizione del Romancero del Cid e una traduzione in tedesco de I Lusiadi. Approfondì gli studi iberici (e, in particolare, della cultura portoghese) quando iniziò a contribuire alla Bibliografia Crítica de História e Literatura. Tramite essa conobbe lo storico dell'arte Joaquim de Vasconcelos, che sposò nel 1876 e con cui si trasferì in Portogallo. Si concentrò quindi sulla filologia, glottologia ed etnografia portoghese e spagnola, realizzando studi autorevoli ed edizioni critiche di Sá de Miranda, Gil Vicente, Luís de Camões e antichi poeti portoghesi. Nel 1911 divenne la prima donna a insegnare in un'università portoghese quando fu nominata professoresa di germanistica alla Faculdade de Letras dell'Università di Lisbona. Nel 1912 divenne una delle prime donne ad essere ammesse all'Accademia delle scienze di Lisbona e ottenne la cattedra di filologia romanza dell'Università di Coimbra. Attenta alla condizione della donna in Portogallo, si prodigò per rendere più accessibile l'istruzione superiore alle donne portoghesi, affermandosi quindi come una figura di spicco del femminismo portoghese insieme a Alice Pestana, Alice Moderno, Angelina Vidal, Antónia Pusich e altre ancora.
Morì nel 1935 all'età di settantaquattro anni. Al suo funerale presenziarono anche il Presidente della Repubblica Manuel Teixeira Gomes e il deposto Manuele II del Portogallo.